# ديمبل كاباديا
ديمبل كاباديا (8 يونيو 1957 -) ممثلة هندية ظهرت بشكل أساسي في الأفلام الهندية. ولدت ونشأت في بومباي لأبوين أثرياء، كانت تطمح لأن تصبح ممثلة منذ صغرها وحصلت على أول فرصة لها من خلال جهود والدها لإطلاقها في صناعة السينما. اكتشفها المخرج راج كابور عندما كانت في سن 14 عامًا، وأسند إليها دور البطولة في فيلمه الرومانسي بوبي (1973) الذي حقق نجاحًا كبيرًا واكتسب اعترافًا جماهيريًا واسعًا بها.
قبل وقت قصير من إطلاق الفيلم في عام 1973، تزوجت من الممثل راجيش خانا واعتزلت التمثيل. عادت كاباديا إلى السينما عام 1984 بعد عامين من انفصالها عن خانا. وشاركت في فيلم البحر (Saagar) الذي صدر بعد عام وأعاد إحياء حياتها المهنية. فازت بجائزة أفضل ممثلة في مهرجان فيلم فير عن دورها في الفيلمين. من خلال عملها على مدار عقد من الزمان أثبتت نفسها كواحدة من الممثلات الرائدات في السينما الهندية.

## بداية الحياة
كاباديا هي الابنة البكر للالغوجاراتية منظم تشونبهاى كاباديا وبيتي.

## حياتها المهنية
اكتشفت عن طريق راج كابور، الذي قدمها في فيلم بوبي عام 1973. وكان عمرها لا يتجاوز السادسة عشرة في ذلك الوقت.
تزوجت من الممثل راجيش خانا في سن ال 16 وعلى الرغم من نجاح فيلمها بوبي ، إلا إنها غادرت صناعة السينما لتربية أطفالها.
بعد الطلاق، عادت إلى صناعة السينما في عام 1985، في فيلم ساجار ، حيث بدت مرة أخرى أمام نجم فيلمها بوبي ، ريشي كابور. ظهرت كاباديا في فيلم ساجار في مشهد قصير عاري الصدر، والتي كانت مثيرة للجدل في ذلك الوقت. وبعد ذلك ظهرت في لم الكثير من الأدوار التي كانت جريئة. مشهدها الجنسي مع أنيل كابور في جانباز لا يزال يعتبر أنها جريئة جدا.
ظهرت في أفلام كثيرة خلال الثمانيات والتسعينيات. فازت بالجائزة القومية للأفلام التسجيلية لأفضل ‏ صورة ممثلة لدورها في رودالي في عام 1993. اشيدت لادائها كمدمنة كحول في ديل شاهتا هاي في عام 2001. في عام 2005 تألقت مرة أخرى مع ريشي كابور في بيار مين تويست. مضى عشرون عاما على آخر مشاركة لهم على الشاشة، واثنين وثلاثين عاما منذ أول مشاركة. في عام 2006 تألقت في أول فيلم لها ناطق باللغة الإنجليزية أن تكون سايروس. وقد اختيرت دمبل لأدوار ناضجة في الآونة الأخيرة. إما تقوم بأدوار الأم أو الجدة، بما في ذلك أداء كوميدي بما في ذلك اداء لا ينسى كأُم في مرحلة انتهازية «الحظ بالصدفة»

## الحياة الشخصية
تزوجت من الممثل راجيش خانا قبل ستة أشهر من إطلاق عن فيلمها الأول، بوبي ، في عام 1973. ثم تقاعد عن العمل بعد ذلك لمدة اثني عشر عاما لتربي ابنتيها، توينكل خانا ورينك خانا.
طلقت خانا في عام 1984 وعادت إلى التمثيل. بناتها أيضا أصبحتا ممثلات كما فعلت شقيقتها الصغرى، سيمبل كاباديا. شقيقتها الأخرى، ريم كاباديا، انتحرت في ظروف غامضة. ابنتها، توينكل خانا، تزوجت من الممثل أكشاي كومار.

## الجوائز
- 1973 -- جائزة أفضل ممثلة فيلمفير، عن فيلم بوبي
- 1985 -- جائزة أفضل ممثلة فيلمفير، عن فيلم ساجار
- 1991—جوائز جمعية الصحافيين السينمائيين بـولاية البنغال—جائزة أفضل ممثلة، عن فيلم دريزتى
- 1993—جوائز السينما القومية جائزة أفضل ممثلة، رودالى
- 1993—جائزة النقاد فيلمفير لأفضل أداء، رودالى
- 1994 -- جائزة فلم فير لأفضل ممثلة مساعدة، كرانتيفير

## قائمة أفلامها
- بوبي (1973)
- زاخمى شير (1984)
- منزل منزل (1984)
- ساجار (1985)
- باتال بهيايرافى (1985)
- لافا (1985)
- ايتبار (1985)
- ارجون (1985)
- فيكرام (1986) (التاميل فيلم)
- رخا الله (1986)
- جانباز (1986)
- الإنصاف (1987)
- إنسانيات كى دوشمان (1987)
- كاش (1987)
- ساذيش (1988)
- ميرا شيكار (1988)
- جوناهون كا فايسلا (1988)
- النحل سال باد (1988)
- أخرى ادالت (1988)
- كابذا (1988)
- ماهافيرا (1988)
- زاخمى أورات (1988)
- جانجا تيري ديش مين (1988)
- رام لاخان (1989)
- العمل (1989)
- توهيان (1989)
- باتوارا (1989)
- سيكّا (1989)
- شيهزادا (1989)
- لاداى (1989)
- باتى بارميشوار (1990)
- جانجا كالي (1990)
- جاي شيف شانكار (1990)
- دريشتى (1990)
- مجموعة الاهلي كا غولا (1990)
- باياركي نعم كوربان (1990)
- ليكين (1990)
- باهاار: الهجوم النهائي (1991)
- نارامسيمها (1991)
- كالاندار الصاري (1991)
- انعام الحق (1991)
- خون كا كرز (1991)
- دوشمان ديفتا (1991)
- أجوبا (1991)
- رانبهومى (1991)
- أنجار (1992)
- كرم يودها (1992)
- ديل أشنا هاي (1992)
- رودالى (1993)
- جوناه (1993)
- آج أورات كيي (1993)
- جارديش (1993)
- باثريلا راستا (1994)
- كرانتفير (1994)
- أنتارين (1994)
- حصة بازار (1997)
- اجنى شقرا (1997)
- مريتي يوداتا (1997)
- 2001 (1998)
- لاواريس (1999)
- الطنين بي مارتي هين (1999)
- ديل شاهتاهاي (2001)
- ليلا (2002)
- همهمة كاين هاي؟ (2004)
- بيار مين تويست (2005)
- يجري سايروس (2006)
- باناراس -- قال الصوفي قصة حب (2006)
- الحظ عن طريق الصدفة (2008)
- جامبو (2008)

## وصلات خارجية
- ديمبل كاباديا على موقع IMDb (الإنجليزية)
- ديمبل كاباديا على موقع ألو سيني (الفرنسية)
- ديمبل كاباديا على موقع أول موفي (الإنجليزية)
- ديمبل كاباديا على موقع قاعدة بيانات الفيلم (الإنجليزية)
- ديمبل كاباديا على موقع كينوبويسك (الروسية)